# Понцано Венето
Понцано Венето (итал. Ponzano Veneto) је насеље у Италији у округу Тревизо, региону Венето.
Према процени из 2011. у насељу је живело 10238 становника. Насеље се налази на надморској висини од 35 м.

## Становништво
| 1931. | 1936. | 1951. | 1961. | 1971. | 1981. | 1991. | 2001. | 2011. |
| ----- | ----- | ----- | ----- | ----- | ----- | ----- | ----- | ----- |
| 3.928 | 4.018 | 4.301 | 4.503 | 5.525 | 6.978 | 7.542 | 9.783 | 30    |